# Национальный инженерный университет (Лима)
Национальный инженерный университет (исп. Universidad Nacional de Ingeniería) — высшее инженерное учебное заведение, расположенное в столице Перу Лиме . Центр политехнического образования, специализирующийся в области инженерии, науки и архитектуры. Считается основным центром подготовки инженеров, ученых и архитекторов в Перу. Его главный кампус расположен в районе Римак и занимает площадь 66 га.

## История
Основан в 1876 году, как Школа гражданских и горных инженеров, инженером польского происхождения Эдвардом Габихом, который был его директором до 1909 года. Первая инженерная школа в стране, в 1955 году преобразована в университет.
UNI разделён на одиннадцать колледжей, в которых имеется двадцать семь академических школ.

## Структура
В университете студенты обучаются на 11 факультетах по следующим направлениям:
- архитектура, строительство, искусство
- фундаментальные науки (в том числе, химия, математика, физика)
- экологическая инженерия
- гражданское строительство
- экономическая инженерия и социальные науки
- электротехника и электроника
- геология, минералогия, металлургия
- промышленные системы
- механика
- нефтяная и нефтехимическая промышленность
- технологическая и текстильная промышленность

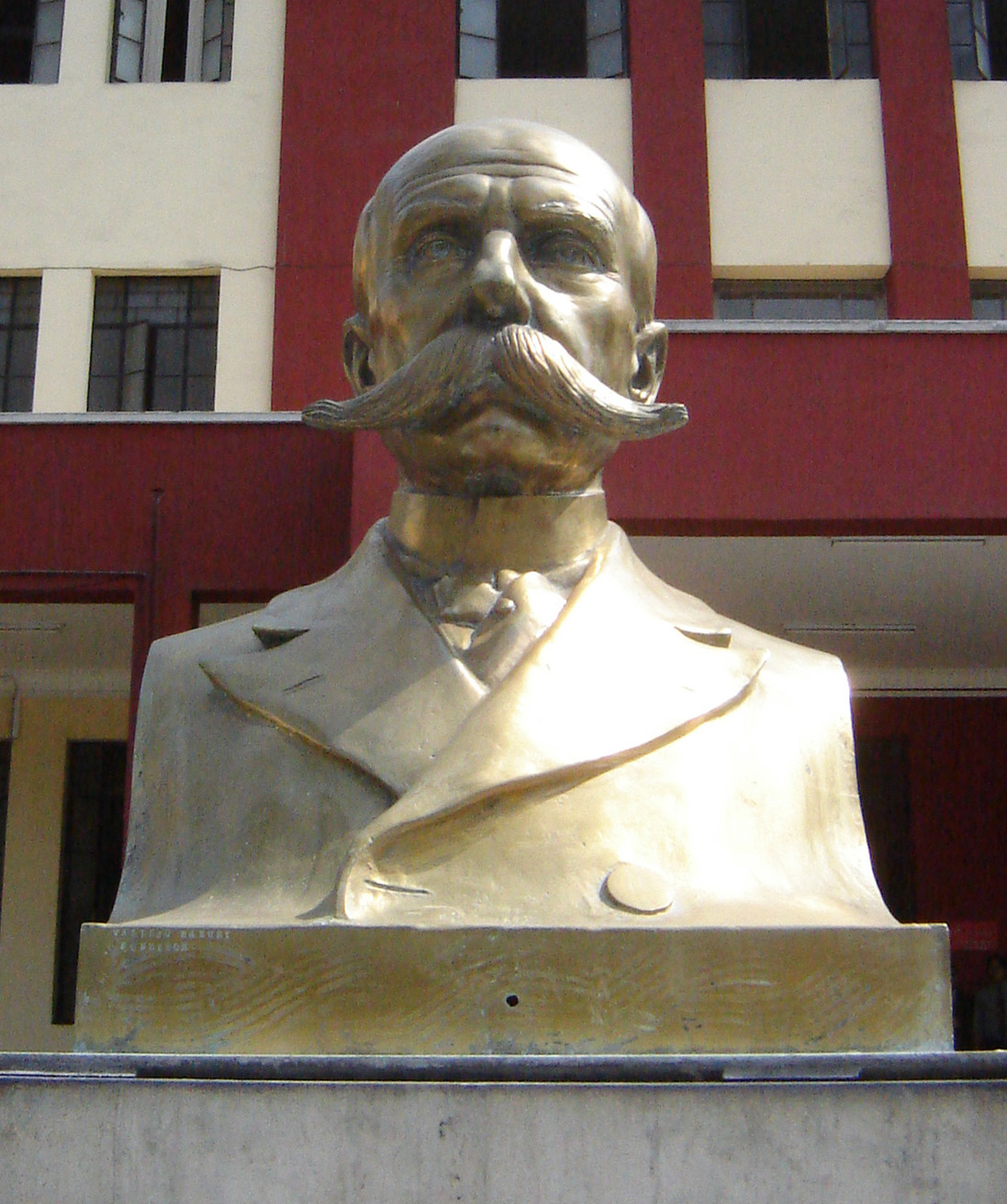
Бюст основателю Э. Габиху перед Национальным инженерным университетом в Лиме

Многие из выпускников университета сегодня занимают руководящие должности в области промышленности, академических кругов и государственного управления Перу.

## Известные преподаватели и выпускники
- Белаунде Терри, Фернандо, президент Перу
- Вискарра, Мартин, президент Перу
- Корнехо, Рене, премьер-министр Перу
- Лернер, Саломон, премьер-министр Перу
- Мерино, Мануэль, и. о.президента Перу
- Прадо-и-Угартече, Мануэль, президент Перу
- Руис, Альбина, эколог
- Сагасти, Франсиско, президент Перу
- Сиприани Торн, Хуан Луис, кардинал
- Соуза Феррейра, Луис де, футболист
- Цвибах, Бартон, учёный